# قرصعنة منجلية
القِرصَعنة المنجلية  (باللاتينية: Eryngium falcatum) نوع نباتي عشبي يتبع جنس القِرصَعنة من الفصيلة الخيمية.

## الموئل والانتشار
موطنه الأصلي بلاد الشام وتركيا.